# Villa Huber

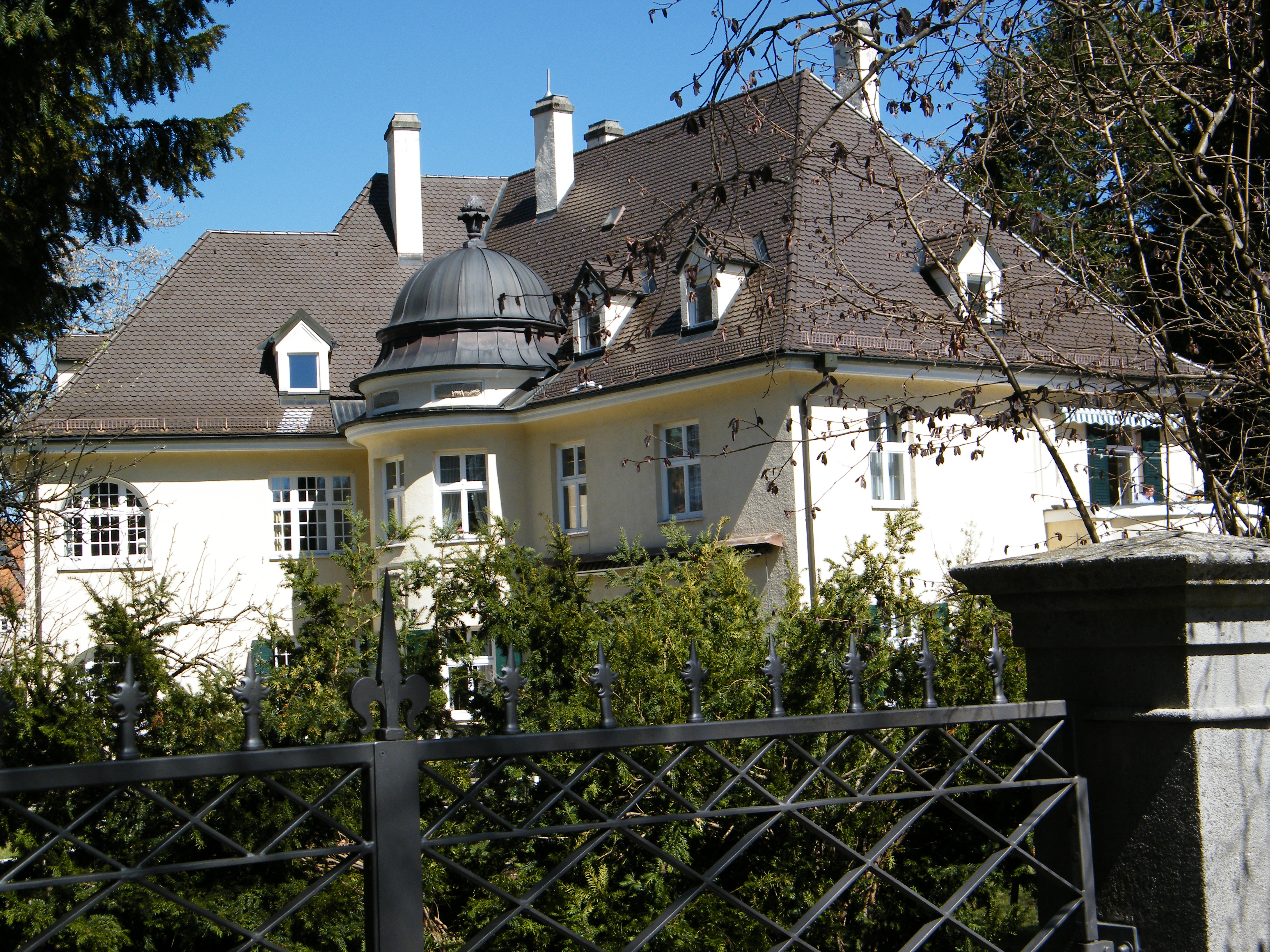
Die Villa Huber in Kempten

Die Villa Huber in der kreisfreien Stadt Kempten (Allgäu) ist ein modern-barockisierendes und denkmalgeschütztes Gebäude in der Nähe des Hildegardplatzes. Die Hausanschrift lautet Kanalweg 11.

## Beschreibung und Geschichte
Das Walmdachgebäude steht auf einem abgewinkelten Grundriss und wurde 1909 bis 1911 von Richard Berndl erbaut.
Im Garten befindet sich die ausgestattete neugotische Marienkapelle aus dem Jahr 1899 vom Baumeister Hugo von Höfl.